# 名古屋市立山王中学校
名古屋市立山王中学校（なごやしりつ さんのうちゅうがっこう）は、愛知県名古屋市中川区山王三丁目の公立中学校。

## 沿革
- 1947年（昭和22年）4月 -学制改正により、広見・露橋・八熊各小学校区をもって、名古屋市立山王中学校として創立[WEB 1]広見小学校において開校した[1]
- 1949年（昭和24年） - 当時童子町と称していた現校地において新校舎が成立(第1・2次校舎完工)[1]
- 1952年 (昭和27年) -第3次校舎完工
- 1953年 (昭和28年) -第4次校舎完工  校歌・校旗制定
- 1955年 (昭和30年) -第5次校舎完工・理科室及び図書室整備完了
- 1956年 (昭和31年) -文部大臣・PTA全国協議会よりPTA表彰を受ける
- 1959年 (昭和34年) -伊勢湾台風により甚大な被害を受ける
- 1960年 (昭和35年) -仮校舎(4教室)完工・障害児学級開設
- 1962年 (昭和37年) -鉄筋1、2階校舎(4教室)完工
- 1964年 (昭和39年) -鉄筋3階(2教室)完工
- 1966年 (昭和41年) -鉄筋1、2、3階(6教室)完工
- 1968年 (昭和43年) -鉄筋1、2階(図書室・美術室)完工・体育館兼講堂完工
- 1969年 (昭和44年) -鉄筋2、3階(被服室)完工・火災により木造校舎焼失
- 1970年 (昭和45年) -鉄筋1、2、3階及びプール完工
- 1971年 (昭和46年) -鉄筋(管理室、金工・木工室)完工
- 1972年 (昭和47年) -鉄筋2階(4教室)完工
- 1974年 (昭和49年) -市教委より、PTA活動(教育相談)の委託
- 1975年 (昭和50年) -鉄筋3階(3教室・視聴覚室・音楽室)完工
- 1979年 (昭和54年) -学校西側・南側塀改修  南側・東側防球ネット完工
- 1980年 (昭和55年) -鉄筋2階完工 土間、調理室完工
- 1981年 (昭和56年) -運動場全面改修工事
- 1982年 (昭和57年) -校庭緑化工事・プール更衣室完工 鉄筋3階(第二音楽室、被服室、特活室)完工
- 1983年 (昭和58年) -クラブハウス・地スポ管理棟完工
- 1984年 (昭和59年) -校舎等外装工事完工
- 1986年 (昭和61年) -市教委より体力づくり実践校ブロック指定
- 1987年 (昭和62年) -格技場完工
- 1988年 (昭和63年) -創立40周年記念式典を挙行
- 1990年 (平成2年) -南校舎・体育館・プール大規模改修完工
- 1991年 (平成3年) -北校舎・和室・正門大規模工事完工
- 1995年 (平成7年) -運動場改修工事・ランチルーム完工
- 1996年 (平成8年) -学校給食スクールランチ開始  創立50周年記念式典を挙行
- 1997年 (平成9年) -正門前広場改修工事
- 1998年 (平成10年) -かたらいの広場改修工事 名古屋市学校保健活動奨励賞
- 1999年 (平成11年) -心の教室改修
- 2000年 (平成12年) -FBC秋花壇優秀賞
- 2001年 (平成13年) -名古屋市学校保健活動奨励賞(以降、ほぼ毎年受賞)
- 2002年 (平成14年) -名古屋市歯科衛生優良校表彰(平成15、18、21、22年も受賞)
- 2004年 (平成16年) -スクールカウンセラー配備
- 2005年 (平成17年) -耐震工事完工
- 2006年 (平成18年) -FBC秋花壇中日賞
- 2007年 (平成19年) -創立60周年記念式典を挙行
- 2009年 (平成21年) -「学力向上パイロット」事業による視聴覚室充実に取り組む
- 2011年 (平成23年) -中学生による「夢チャレンジ」事業「学と技で創ろう校歌モニュメント」活動に取り組む
- 2012年 (平成24年) -愛知県学校安全優良校表彰
- 2013年 (平成25年) -学校における仲間づくり推進事業で(仲間に伝えたい山中「思いやりの言葉」プロジェクト)活動に取り組む
- 2014年 (平成26年) -体力アップ推進校事業(「できた！楽しい！」と感じることができる基礎体力づくり)活動に取り組む   普通教室空調設備完工
- 2015年 (平成27年) -正門横の外灯をLED化し、防犯性向上  「防災倉庫」増床及び「第2防災倉庫」新設   「津波避難ビル案内看板設置 」
- 2016年 (平成28年) -「温水シャワー室」を設置   ソーラーパネルを北校舎屋上に新設、稼働
- 2017年 (平成29年) -運動場全面改修工事 創立70周年記念式典をウインクあいちにて挙行
- 2022年（令和4年）度 - 体育館にエアコンが整備される[2]。

### 生徒数の変遷
『愛知県小中学校誌』（2018年）によると、生徒数の変遷は以下の通りである。
| 1947年（昭和22年） | 336人  |  |
| 1957年（昭和32年） | 1220人 |  |
| 1967年（昭和42年） | 961人  |  |
| 1977年（昭和52年） | 819人  |  |
| 1987年（昭和62年） | 777人  |  |
| 1997年（平成9年）  | 462人  |  |
| 2007年（平成19年） | 287人  |  |
| 2017年（平成29年） | 341人  |  |

## 通学区域
- 名古屋市立広見小学校学区[WEB 3]
- 名古屋市立露橋小学校学区[WEB 3]
- 名古屋市立八熊小学校学区[WEB 3]

## 交通
- 名鉄名古屋本線山王駅より徒歩6分[WEB 2]
- JR東海東海道本線尾頭橋駅より徒歩6分[WEB 2]
- 名古屋市営地下鉄名城線・名港線金山駅より徒歩20分[WEB 2]
- 名古屋市営地下鉄名城線東別院駅より徒歩20分[WEB 2]

## 著名な出身者
- 森本レオ（俳優）
- 木村隆秀（政治家・元衆議院議員）

### WEB
1. 1 2  “山王中学校のあゆみ”.   名古屋市立山王中学校. 2016年1月10日閲覧。
2. 1 2 3 4 5  “山王中学校案内図”.   名古屋市立山王中学校. 2016年1月10日閲覧。
3. 1 2 3  名古屋市教育委員会事務局子ども応援委員会制度担当部学校計画室計画係 (2015年4月1日). “名古屋市立中学校区一覧（小→中）” (PDF).   名古屋市. 2016年1月10日閲覧。

### 書籍
1. 1 2  中川区制50周年記念誌編集委員会 1987, p. 433.
2. ↑  “中学、特別支援学校６０校の体育館にエアコン　冷房は２３年度から”. 中日新聞社. (2021年5月29日) 2021年6月21日閲覧。
3. ↑  六三制教育七十周年記念 愛知県小中学校誌 合同記念誌編集特別委員会 2018, p. 233.